# Ladislav Černý
Ladislav Černý (13. dubna 1891 Plzeň – 13. července 1975 Dobříš) byl český violista a pedagog.

## Život
Studoval na pražské konzervatoři housle a komorní hru. V letech 1916–1918 zastával místo 2. koncertního mistra houslí v České filharmonii, v letech 1919–1921 působil v Lublani, kde svoje zaměření změnil na violu. Vyučoval na tamější Glasbena matica (hudební matice, později přetvořené na konzervatoř). Již v Lublani se roku 1920 stal zakládajícím členem Pražského kvarteta (kde působil až do roku 1966). Po návratu do Čech se začal věnovat také pedagogickému působení, učil hře na violu a komorní hře na pražské konzervatoři (1940–1952), též na AMU (od roku 1946).
Roku 1955 byl jmenován zasloužilým umělcem, v roce 1971 národním umělcem.